# Andrew Gutauskas
Andrew Gutauskas (* um 1985 in Waterbury, Connecticut) ist ein US-amerikanischer Jazzmusiker (Baritonsaxophon, Komposition, auch Arrangement, Sopransaxophon, Bassklarinette, Flöte) des Modern Jazz.

## Leben und Wirken
Gutauskas wuchs in Southington auf, wo er 2000 die Southington High School absolvierte. Nach einer Ausbildung auf dem Disney College in Anaheim, wo er 2001 in der Disney Collegiate All Star Band spielte, erwarb er den Bachelor of Music an der William Paterson University. Nach einer Tätigkeit als Immobilienanwaltsgehilfe setzte er 2010 seine Ausbildung an der Juilliard School fort, wo er im Artist Diploma-Programm bei Joe Temperley studierte. Seitdem arbeitete er als Instrumentalist am Broadway, für Fernsehen, Filmen und als Sessionmusiker mit einer Vielzahl von Künstlern von Pop über Jazz, wie Michael Bublé, Paul Simon, Andy Grammer, Alice Ripley, Laura Benanti, Lena Hall, Frank Wess, Joshua Redman, Gil Goldstein, Stefon Harris, Raj Pandit und Bhoomi Trivedi. 2017 komponierte und arrangierte er Musik für den Kurzfilm Baby Won't You Please Come Home (mit Michelle Hurst und Melanie Nicholls-King). 2018 war er an Miho Hazamas Grammy-nominierter Produktion Dancer in Nowhere beteiligt.
Derzeit ist Gutauskas musikalischer Leiter der Formation Brass Against und Mitglied mehrerer Projekte, darunter des Lucas Pino No-Net, Miho Hazama M Unit, Uptown Jazz Tentet, Terraza Big Band, New Alchemy Jazz Orchestra, Steven Feifke Big Band, Robert Edwards, Charlie Rosen Broadway Big Band, Kyle Saulnier Awakening Orchestra und der Bill Mobley Big Band Im Bereich des Jazz war er zwischen 2011 und 2018 an zehn Aufnahmesessions beteiligt; mit dem Dan Pugach Nonet war er 2019 für einen Grammy nominiert. 2017 legte er unter eigenem Namen die EP Look Up! vor. Zu hören ist er auch auf dem Uptown-Jazz-Tentet-Album What’s Next (2021).